# L'eternità (il mio quartiere)
L'eternità (il mio quartiere) è un singolo del cantautore italiano Fabrizio Moro, pubblicato il 20 aprile 2018.

## Descrizione
Il brano ha visto la collaborazione del cantautore italiano Ultimo ed è un rifacimento di L'eternità, presente nell'album del 2013 di Moro L'inizio. Il titolo e il testo del brano fanno riferimento al quartiere romano di San Basilio, di cui sia Moro (vincitore della sezione Campioni del Festival di Sanremo 2018 insieme ad Ermal Meta) che Ultimo (vincitore della sezione Nuove proposte dello stesso Festival) sono originari.
A proposito di questo brano e di questa collaborazione, Moro ha dichiarato:
Ultimo ha invece ha raccontato:

## Video musicale
Il video musicale, diretto dai Trilathera, è stato pubblicato il 23 aprile 2018 attraverso il canale YouTube del cantautore ed è stato girato su una scogliera del comune di San Felice Circeo, mentre al video si alternano dei vecchi filmati legati alla vita privata del cantante che quest'ultimo sembra riguardare con nostalgia. Fra questi spiccano alcuni momenti insieme ai suoi figli e ai suoi amici più stretti, oltre ad alcuni spezzoni di vecchi concerti.

## Tracce
Testi di Fabrizio Mobrici e Niccolò Moriconi, musiche di Fabrizio Mobrici.
1. L'eternità (il mio quartiere) – 3:46

## Classifiche
| Classifica (2018) | Posizione massima |
| ----------------- | ----------------- |
| Italia            | 71                |